# Beslan Mudranov
Beslan Mudranov (n. 7 iulie 1986, Baksan⁠(d), RSFS Rusă, URSS) este un judocan ce a reprezentat Rusia, medaliat olimpic. A participat la o ediție a Jocurilor Olimpice (2016) în care a câștigat o medalie de aur.

## Participări
Lista de mai jos prezintă principalele competiții la care a participat Beslan Mudranov de-a lungul carierei.
- Judo nos Jogos Olímpicos de Verão de 2016 - Até 60 kg masculino[*]